# C/2020 F8 (SWAN)
C/2020 F8 (SWAN) es un cometa. Fue descubierto el 25 de marzo de 2020 gracias a las imágenes de la cámara SWAN, a bordo de la nave espacial Solar Heliospheric Observer (SOHO).
Se encuentra a una distancia de 0.6 UA (230 veces la distancia entre la Tierra y la Luna) en la constelación de Cetus y a menos de 40 grados del Sol. Tiene una magnitud aparente de 5.1 y es visible a simple vista desde un sitio oscuro pero el resplandor del crepúsculo podría opacarlo.
Parece estar en modo de explosión y es rico en hidrógeno. Su visión es mejor desde el hemisferio sur. En mayo de 2020 alcanzó la cuarta magnitud en el cielo, estuvo cerca del resplandor del crepúsculo. Paso a través del ecuador celeste el 7 de mayo hacia el norte, y estuvo cerca de la segunda estrella Algol el 20 de mayo. En el hemisferio norte podo verse mejor a finales de mayo cuando estuvo cerca de la estrella Capella.

## Órbita
El 12 de mayo de 2020, el cometa pasó aproximadamente 0,56 UA (84 millones de km) de la Tierra. Alrededor del 27 de mayo de 2020, el cometa llegó al perihelio a 0,43 UA (la aproximación más cercana al Sol).